# Віра Пандья IV
Віра Пандья IV (там. வீரபாண்டியன்; д/н — бл. 1345) — володар держави Пандья в 1308—1345 роках.

## Життєпис
Син володаря Маравармана Куласекари. Після смерті батька близько 1308 року спадкував владу. Втім вже у 1309 року проти нього виступив брат Сундара Пандья IV. 1310 року ситуацією вирішив скористатися Віра Балала III, володар держави Хойсалів, вдершись до володінь Пандья. Але невдовзі вимушен був відступити, оскільки землі Хойсалів атакував делійський полководець Малік Кафур. Той 1311 року змусив Хойсалів визнати зверхність Делійського султанату, після чого рушив на Пандью.
1312 року Сундара Пандья IV відновив владу над Мадураєм, але знову відновив війну з Віра Пандьєю IV, який здобув перемогу. Але війна тривала, оскільки 1314 року його суперник за підтримки делійського полководця Хусрохана зумів відновитися в Мадураї. Після повернення Хусровхана до себе Віра Пандья IV пеерйшов у наступ. В результаті Пандья остаточно розпалася на дві частини. 1323 року було остаточно втрачено володіння на острові Ланка.
1325 року в союзі з Хойсалами вів війну проти Ма'абарського султанату, найбільш запеклі війни з яким точилися у 1335—1340 роках. 1335 року було втрачено місто Мадурай. 1343 року Хосали визнали зверхність султанату. 1345 року Віра Пандья IV зазнав остаточної поразки й загинув.